# David Levine (Québec)
Pour l’article homonyme, voir David Levine (homonymie).
David Levine (né en 1948) est un administrateur d'établissements de santé et homme politique canadien originaire du Québec. 

## Biographie
David Levine détient un baccalauréat en génie civil de l'Université McGill (1970), une maîtrise de philosophie en génie biomédical de l'Imperial College de l’Université de Londres, Angleterre (1972) et une maîtrise en Administration hospitalière de l’Université de Montréal (1975). Il a d'abord été directeur général du CLSC Saint-Louis-du-Parc (Montréal) de 1975 à 1977, puis est entré comme conseiller-cadre dans le cabinet du ministre d'État au Développement économique du Québec, Bernard Landry, jusqu'en 1980, avant de faire un passage à la Commission de la santé et de la sécurité du travail comme vice-président.
Parallèlement, il devient en 1975 membre du Parti québécois, indépendantiste, ce qui est inusité de la part d'un Juif anglophone. Il est même candidat à une élection partielle dans D'Arcy-McGee en 1979, une circonscription perdue d'avance pour le PQ: il ne récolte que 3,5% des voix.
Retournant à l’administration hospitalière, il est directeur-général du Centre hospitalier de Verdun, puis de l'Hôpital Notre-Dame de Montréal, entre 1982 et 1997. 
Après un bref retour dans les cercles politiques comme Délégué général du Québec à New York, il est recruté en 1998 comme directeur-général du nouvel Hôpital d'Ottawa, formé du regroupement de quatre hôpitaux. Cette nomination soulève la colère d'un bon nombre d'anglophones, et plusieurs journaux et personnalités politiques réclament son éviction avant même qu'il entre en fonction. Une assemblée publique du conseil d'administration de l'hôpital tourne presque à l'émeute le 19 mai.

L'affaire fait tellement de bruit que le 21 mai 1998, l'Assemblée nationale du Québec adopte à l'unanimité une motion dénonçant les violentes manifestations entourant sa nomination: 

« QUE l’Assemblée nationale du Québec dénonce vigoureusement l’intolérance manifestée à l’égard de David Levine à la suite de sa nomination comme directeur général du nouvel hôpital d’Ottawa et qu’elle réitère l’importance de respecter, dans notre société démocratique, le principe fondamental qu’est la liberté d’opinion. »

David Levine reste cependant en poste jusqu'en 2001. Le 30 janvier 2002, il est nommé ministre délégué à la Santé par le premier ministre québécois Bernard Landry, alors qu'il n'est pas député à l'Assemblée nationale du Québec. Dans ces circonstances, le ministre doit se faire élire député à la première occasion. Le 17 juin, David Levine est candidat du Parti québécois à une élection partielle dans la circonscription de Berthier, mais il n'est que lointain deuxième et il doit démissionner de son poste au cabinet le lendemain.
Peu de temps après, il est nommé président de l'Agence de la santé et des services sociaux de Montréal, poste qu'il conserve jusqu'à sa démission en 2012. Il fonde par la suite DL Consultation, un groupe de consultation en gestion œuvrant principalement dans le domaine de la santé. 